# Rode psalm
Rode psalm (Hongaars: Még kér a nép) is een Hongaarse dramafilm uit 1972 onder regie van Miklós Jancsó. Voor deze film won hij  de Prijs voor beste regisseur op het Filmfestival van Cannes in 1972.
De Hongaarse titel van de film betekent letterlijk En de mensen vragen er nog naar, een citaat uit een werk van de nationalistische Hongaarse dichter Sándor Petőfi.

## Verhaal
In 1890 wordt een groep Oostenrijkse soldaten eropuit gestuurd om een boerenopstand in Hongarije neer te slaan. De boeren trachten de macht van de aristocratie omver te werpen door een socialistische revolutie te ontketenen. Door de confrontatie ontstaat een strijd waarin idealisme en folklore een belangrijke rol spelen.

## Rolverdeling
| Acteur            | Personage      |
| ----------------- | -------------- |
| Lajos Balázsovits | Jonge officier |
| András Balint     | Graaf          |
| Gyöngyi Burös     | Boerendochter  |
| Andrea Drahota    | Socialist      |
| József Madaras    | Hegedus        |
| Tibor Molnár      | Imre           |
| Erzsi Cserhalmi   | Socialist      |
| Bartalan Solti    | Oude man       |